# Sidney Olcott
Sidney Olcott, nome completo John Sidney Olcott (Toronto, 20 settembre 1872 – Hollywood, 16 dicembre 1949), è stato un produttore cinematografico, regista, attore e sceneggiatore canadese, uno dei primi grandi registi della storia dell'industria del cinema.
Fu uno dei fondatori della Motion Picture Directors Association (18 luglio 1915).

## Biografia

### Carriera
Ancora giovane si trasferì a New York con il desiderio di fare l'attore e lì lavorò in teatro fino al 1904, quando debuttò nel cinema con la casa di produzione Biograph. Dopo poco tempo passò alla regia per diventare poi direttore generale della casa.
Nel 1907, Frank Marion e Samuel Long, con l'appoggio finanziario di George Kleine, crearono una nuova casa di produzione, la Kalem Company e riuscirono a ingaggiare Olcott strappandolo alla Biograph. Gli offrirono un compenso di dieci dollari a pellicola girata, con la clausola che avrebbe dovuto dirigere come minimo un film di un rullo ogni settimana. Dopo aver girato diversi film di grande successo per la Kalem, tra cui Ben Hur con la sua emozionante scena della corsa dei carri, Olcott diventò presidente della compagnia e venne compensato con una parte delle quote societarie.
Nel 1910, Olcott dimostrò la sua capacità di innovazione quando fece della Kalem Company la prima casa di produzione a girare al di fuori degli Stati Uniti. Essendo di origine irlandese e sapendo che in America esisteva un gran numero di potenziali spettatori irlandesi, Olcott andò a girare nell'isola, realizzando un film intitolato A Lad from Old Ireland. Girò di seguito una dozzina di film e solo lo scoppio della prima guerra mondiale gli impedì di realizzare il suo piano di costruire uno studio cinematografico fisso a Beaufort nella Contea di Kerry.
Il successo dei film irlandesi lo spinsero a portare, nel 1912 una troupe in Palestina, dove realizzò il primo film di cinque rulli della storia, Dalla mangiatoia alla croce, che raccontava la storia della vita di Gesù. Il film, giudicato con scetticismo prima che comparisse sugli schermi, venne molto apprezzato sia dal pubblico che dalla critica; costato 35.000 dollari, Dalla mangiatoia alla croce garantì alla Kalem Company profitti per quasi un milione, una somma strabiliante per l'epoca. L'industria del cinema acclamò Olcott come il regista più grande e il film influenzò il lavoro di molti cineasti come D.W. Griffith e Cecil B. DeMille. Dalla mangiatoia alla croce viene tuttora proiettato nei cineclub e mostrato agli studenti che apprendono le tecniche cinematografiche delle origini della settima arte.  Nel 1998, è stato scelto per essere inserito nell'archivio del National Film Registry della Biblioteca del Congresso.
Nonostante i proprietari della Kalem fossero molto ricchi, si rifiutarono di aumentare lo stipendio di Olcott oltre i 150 dollari a settimana che guadagnava in quel periodo. Di conseguenza Olcott si dimise e si prese una pausa dal lavoro, realizzando solo alcuni film occasionali fino al 1915 quando la sua amica e connazionale Mary Pickford lo convinse a raggiungerla alla Famous Players. La Kalem non si riprese più dall'errore commesso facendosi sfuggire Olcott e, pochi anni dopo la sua partenza, finì per essere acquistata dalla Vitagraph.
Olcott fu uno dei membri fondatori della sezione della costa orientale della Motion Picture Directors Association, antesignana dell'odierna Directors Guild of America, e più tardi ne diventò presidente. Come tutto il resto dell'industria cinematografica Olcott finì per trasferirsi a Hollywood, in California, dove diresse molti film di grande successo interpretati dagli attori più in voga dell'epoca.

### Vita privata
Olcott sposò Valentine Grant, la protagonista del suo film del 1916 The Innocent Lie.
Durante la seconda guerra mondiale, Olcott ospitò nella sua casa di Los Angeles dei soldati del Commonwealth in visita. Nel suo libro Stardust and Shadows: Canadians in Early Hollywood lo scrittore Charles Foster racconta quel periodo della vita del regista e come grazie a Olcott venne presentato a molti membri della comunità canadese di Hollywood.
Olcott morì a Hollywood nel 1949, all'età di 76 anni.

## Filmografia

### Regista
- The Wooing of Miles Standish - cortometraggio (1907)
- Ben Hur, co-regia di Frank Oakes Rose e H. Temple - cortometraggio (1907)
- The Sleigh Belle - cortometraggio (1907)
- The Days of '61 - cortometraggio (1908)
- Way Down East - cortometraggio (1908)
- Henry Hudson - cortometraggio (1908)
- The Scarlet Letter - cortometraggio (1908)
- David and Goliath - cortometraggio (1908)
- Hannah Dustin: The Border Wars of New England - cortometraggio (1908)
- Dr. Jekyll and Mr. Hyde - cortometraggio (1908) ?
- A Florida Feud: or, Love in the Everglades o Florida Crackers - cortometraggio (1909)
- The Octoroon: The Story of the Turpentine Forest - cortometraggio (1909)
- The Old Soldier's Story - cortometraggio (1909)
- The Seminole's Vengeance: or, The Slave Catchers of Florida - cortometraggio (1909)
- The Cracker's Bride - cortometraggio (1909)
- The Girl Spy: An Incident of the Civil War - cortometraggio (1909)
- The Tom-Boy - cortometraggio (1909)
- Out of Work - cortometraggio (1909)
- Queen of the Quarry - cortometraggio (1909)
- The Conspirators: An Incident of a South American Revolution - cortometraggio (1909)
- The Pay Car - cortometraggio (1909)
- Hiram's Bride - cortometraggio (1909)
- The Winning Boat - cortometraggio (1909)
- The Mystery of the 'Sleeper' Trunk - cortometraggio (1909)
- The Hand-Organ Man - cortometraggio (1909)
- The Man and the Girl - cortometraggio (1909)
- A Brother's Wrong - cortometraggio (1909)
- The Girl Scout: or, The Canadian Contingent in the Boer War - cortometraggio (1909)
- The Cattle Thieves - cortometraggio (1909)
- Dora - cortometraggio (1909)
- The Governor's Daughter - cortometraggio (1909)
- The Geisha Who Saved Japan - cortometraggio (1909)
- Rally 'Round the Flag - cortometraggio (1909)
- The Law of the Mountains - cortometraggio (1909)
- The Cardboard Baby - cortometraggio (1909)
- The Aztec Sacrifice - cortometraggio (1910)
- The Deacon's Daughter - cortometraggio (1910)
- The Romance of a Trained Nurse - cortometraggio (1910)
- The Man Who Lost - cortometraggio (1910)
- The Stepmother - cortometraggio  (1910)
- Confederate Spy - cortometraggio (1910)
- The Feud - cortometraggio (1910)
- The Miser's Child - cortometraggio (1910)
- Her Soldier Sweetheart - cortometraggio (1910)
- The Seminole's Trust - cortometraggio (1910)
- The Girl and the Bandit - cortometraggio (1910)
- The Old Fiddler - cortometraggio (1910)
- The Further Adventures of the Girl Spy - cortometraggio (1910)
- The Bravest Girl in the South - cortometraggio (1910)
- The Sacred Turquoise of the Zuni - cortometraggio (1910)
- The Love Romance of the Girl Spy - cortometraggio (1910)
- The Egret Hunter - cortometraggio (1910)
- The Seminole Halfbreeds - cortometraggio (1910)
- The Cliff Dwellers - cortometraggio (1910)
- The Castaways - cortometraggio (1910)
- A Daughter of Dixie - cortometraggio (1910)
- The Wanderers - cortometraggio (1910)
- A Colonial Belle - cortometraggio (1910)
- The Perversity of Fate - cortometraggio (1910)
- The Canadian Moonshiners - cortometraggio (1910)
- The Cow Puncher's Sweetheart - cortometraggio - cortometraggio (1910)
- The Conspiracy of Pontiac; or, At Fort Detroit in 1763 - cortometraggio (1910)
- The Heart of Edna Leslie - cortometraggio (1910)
- A Lad from Old Ireland - cortometraggio (1910)
- Seth's Temptation - cortometraggio (1910)
- The Little Spreewald Maiden - cortometraggio (1910)
- When Lovers Part - cortometraggio (1910)
- The Girl Spy Before Vicksburg - cortometraggio (1910)
- The Stranger - cortometraggio (1910)
- For Love of an Enemy (1911)
- Her Chum's Brother (1911)
- Little Sister (1911)
- Grandmother's War Story (1911)
- The Open Road (1911)
- Sailor Jack's Reformation (1911)
- An Irish Honeymoon (1911)
- A War Time Escape (1911)
- A Saw Mill Hero (1911)
- The Lass Who Couldn't Forget (1911)
- By a Woman's Wit (1911)
- In Old Florida (1911)
- The Fiddle's Requiem (1911)
- When the Dead Return (1911)
- The Carnival (1911)
- In Blossom Time (1911)
- Railroad Raiders of '62 (1911)
- To the Aid of Stonewall Jackson (1911)
- The Romance of a Dixie Belle (1911)
- Special Messenger (1911)
- Rory O'More, co-regia di Robert G. Vignola - cortometraggio (1911)
- Losing to Win (1911)
- The Colleen Bawn (1911)
- The Fishermaid of Ballydavid (1911)
- The Franciscan Friars of Killarney, Ireland (1911)
- Arrah-Na-Pogue (1911)
- Tangled Lives (1911)
- The O'Kalems' Visit to Killarney (1912)
- The O'Neill (1912)
- His Mother (1912)
- The Vagabonds (1912)
- Far from Erin's Isle (1912)
- You Remember Ellen (1912)
- The Fighting Dervishes of the Desert (1912)
- Luxor, Egypt (1912)
- Missionaries in Darkest Africa (1912)
- Making Photoplays in Egypt (1912)
- An Arabian Tragedy (1912)
- Captured by Bedouins (1912)
- Tragedy of the Desert (1912)
- Winning a Widow (1912)
- A Prisoner of the Harem (1912)
- Down Through the Ages (1912)
- Along the River Nile (1912)
- The Poacher's Pardon (1912)
- Ancient Temples of Egypt (1912)
- From the Manger to the Cross (1912)
- The Kerry Gow (1912)
- The Mayor from Ireland (1912)
- Conway, the Kerry Dancer (1912)
- Ireland, the Oppressed (1912)
- The Shaughraun (1912)
- The Wives of Jamestown (1913)
- Lady Peggy's Escape (1913)
- A Daughter of the Confederacy (1913)
- When Men Hate (1913)
- In the Power of a Hypnotist (1913)
- In the Clutches of the Ku Klux Klan (1913)
- The Octoroon (1913)
- For Ireland's Sake (1914)
- Through the Fires of Temptation (1914)
- The Eye of the Government (1914)
- When Men Would Kill (1914)
- Come Back to Erin (1914)
- Captured by Mexicans (1914)
- In the Hands of the Brute (1914)
- The Mother of Men (1914)
- Tricking the Government (1914)
- The Idle Rich (1914)
- The Little Rebel (1914)
- Great Americans Past and Present (1915)
- Famous Men of Today (1915)
- Famous Rulers of the World (1915)
- New York and Its People (1915)
- The Moth and the Flame (1915)
- All for Old Ireland (1915)
- The Seven Sisters (1915)
- Nan o' the Backwoods (1915)
- Madame Butterfly (1915)
- The Ghost of Twisted Oaks (1915)
- The Taint (1915)
- My Lady Incog. (1916)
- Diplomacy (1916)
- Fra le aquile (Poor Little Peppina) (1916)
- The Innocent Lie (1916)
- Il contrabbandiere (The Smugglers) (1916)
- The Daughter of MacGregor (1916)
- The Belgian (1918)
- Marriage for Convenience (1919)
- Scratch My Back (1920)
- The Right Way (1921)
- God's Country and the Law (1921)
- Pardon My French (1921)
- Timothy's Quest (1922)
- Little Old New York (1923)
- The Green Goddess (1923)
- L'usignolo (The Humming Bird) (1924)
- Monsieur Beaucaire (1924)
- The Only Woman (1924)
- Salome of the Tenements (1925)
- La danzatrice spagnola (The Charmer) (1925)
- Not So Long Ago (1925)
- The Best People (1925)
- Avventura di una notte (Ranson's Folly) (1926)
- Derby reale (The Amateur Gentleman) (1926)
- Sotto lo sguardo di Allah (The White Black Sheep) (1926)
- The Claw (1927)

### Attore
- 2 A. M. in the Subway - cortometraggio (1905)

- Pony Express - cortometraggio (1907)
- The Old Soldier's Story, regia di Sidney Olcott - cortometraggio (1909)
- The Seminole's Vengeance: or, The Slave Catchers of Florida, regia di Sidney Olcott - cortometraggio (1909)
- Tis an Ill Wind That Blows No Good, regia di David W. Griffith - cortometraggio (1909)
- The Deacon's Daughter, regia di Sidney Olcott - cortometraggio (1910)
- The Engineer's Sweetheart, regia di Sidney Olcott - cortometraggio (1910)
- A Lad from Old Ireland, regia di Sidney Olcott - cortometraggio (1910)
- The Little Spreewald Maiden, regia di Sidney Olcott - cortometraggio (1910)
- An Irish Honeymoon, regia di Sidney Olcott - cortometraggio (1911)
- The Fiddle's Requiem, regia di Sidney Olcott - cortometraggio (1911)
- The Love of Summer Morn, regia di Sidney Olcott - cortometraggio (1911)
- Railroad Raiders of '62, regia di Sidney Olcott - cortometraggio (1911)
- The Colleen Bawn, regia di Sidney Olcott - cortometraggio (1911)
- Arrah-Na-Pogue, regia di Sidney Olcott - cortometraggio (1911)
- The O'Neill, regia di Sidney Olcott - cortometraggio (1912)
- From the Manger to the Cross, regia di Sidney Olcott - cortometraggio (1912)
- The Kerry Gow, regia di Sidney Olcott - cortometraggio (1912)
- Ireland, the Oppressed, regia di Sidney Olcott - cortometraggio (1912)
- The Shaughraun, regia di Sidney Olcott - cortometraggio (1912)
- Lady Peggy's Escape, regia di Sidney Olcott - cortometraggio (1913)
- The Idle Rich, regia di Sidney Olcott (1914)
- All for Old Ireland (1915)

### Sceneggiatore
- The Old Soldier's Story, regia di Sidney Olcott - cortometraggio (1909)
- The Cardboard Baby, regia di Sidney Olcott - cortometraggio (1909)
- The Indian Scout's Vengeance, regia di Sidney Olcott - cortometraggio (1910)
- Her Indian Mother, regia di Sidney Olcott - cortometraggio (1910)
- Perils of the Sea, regia di Sidney Olcott, George Melford - cortometraggio (1913)
- For Ireland's Sake, regia di Sidney Olcott - cortometraggio (1914)
- All for Old Ireland, regia di Sidney Olcott (1915)
- Nan o' the Backwood, regia di Sidney Olcott (1915)

### Produttore
- For Ireland's Sake, regia di Sidney Olcott (1914)
- Monsieur Beaucaire, regia di Sidney Olcott (1924)